# Kadavermarch
Kadavermarch er en science-fiction-roman af Dennis Jürgensen fra 1991. Romanen foregår i en nær fremtid, hvor de døde begynder at rejse sig som zombier. Vi følger en gruppe meget forskellige mennesker, der sammen flygter fra de hastigt voksende horder af zombier i håbet om at finde et sikkert opholdssted, indtil faren er drevet over.
Romanen finder sted i det efterhånden klassiske zombieunivers, der blev skabt af den amerikanske filminstruktør George A. Romero. Der er en lang tradition for, at andre forfattere lader sig inspirere af netop denne verden og skriver noveller og romaner indenfor dette. Ikke mange danskere har indtil videre gjort det, men af få kan nævnes netop Dennis Jürgensen, A. Silvestri og Patrick Leis.
Historien fortsættes i efterfølgeren Kadaverjagt. Dog ikke som en direkte fortsættelse, men en historie som foregår i samme univers. Begge bøger kan læses separat og har ingen forbindelse til hinanden.
En ventet filmatisering i 2008 blev ikke til noget.
| Bog | Spire Denne artikel om bøger og tidsskrifter er en spire som bør udbygges. Du er velkommen til at hjælpe Wikipedia ved at udvide den. |